# 娜杰迈·赫德马提
娜杰迈·赫德马提（波斯語：‎，1996年6月9日—）生于比尔詹德，是一名伊朗女子射击运动员，主攻步枪。她的母亲是一名射击教练，她也受母亲影响在14岁时开始练习射击。2011年便开始参加射击比赛。她最初开始练习射击时，周围不少亲人皆反对她从事射击运动，认为这项运动不适合女性参与，尽管如此，她的父母一直都支持她练习射击。受国际制裁影响，伊朗队无法获取到训练用的子弹，因此她自从加入国家队以来便一直使用电子训练系统，或前往海外训练。